# Billy Cobb (voetballer)
Walter William Cobb (Newark, Nottinghamshire, 29 september 1940), vooral bekend als Billy Cobb, is een Engelse voetballer die 38 doelpunten maakte in 199 optredens in de Football League voor Nottingham Forest, Plymouth Argyle, Brentford en Lincoln City. Hij speelde op het middenveld. Hij ging later spelen voor Boston United in de Northern Premier League.
Cobb was de maker van het eerste doelpunt van Nottingham Forest in Europees voetbal, in een 5-1 nederlaag tegen Valencia in de Jaarbeursstedenbeker van 1961/62. Hij scoorde een hattrick bij zijn debuut voor Lincoln City, in een 8-1 nederlaag tegen Luton Town. Na zijn pensionering hield hij een pub in Nottingham en beheerde hij de bars in het Nottingham Ice Stadium.